# 30130 Jeandillman
30130 Jeandillman este un asteroid din centura principală de asteroizi.

## Descriere
30130 Jeandillman este un asteroid din centura principală de asteroizi. A fost descoperit pe 29 martie 2000 la Socorro, New Mexico, în cadrul proiectului LINEAR. Asteroidul prezintă o orbită caracterizată de o semiaxă mare de 2,34 ua, o excentricitate de 0,10 și o înclinație de 6,2° în raport cu ecliptica.